# Calea hypericifolia
Calea hypericifolia là một loài thực vật có hoa trong họ Cúc. Loài này được (Gardner) Baker mô tả khoa học đầu tiên năm 1884.